# ولرو
ولرو (به انگلیسی: Veleru) یک روستا در هند است که در آندرا پرادش واقع شده‌است.